# تشارلز ديسماريه
تشارلز ديسماريه (بالإنجليزية: Charles Desmarais)‏ هو مؤرخ أمريكي، ولد في 1949.